# 双墩镇
双墩镇，是中华人民共和国安徽省合肥市长丰县下辖的一个乡镇级行政单位。

## 行政区划
双墩镇下辖以下地区：
双墩社区、花园社区、万里社区、湖滨社区、大陆社区、洪塘社区、宇桥社区、白大塘社区、尚岗村、河东村、吴店村、华丰村、海宝村、旧镇村、南苑村、大官塘村、汪岗村、北苑村、富民村、富水村、兴岭村、罗南村、罗北村、马庙村、梁庄村、金坝村和新集村。